# Wonokusumo (Mojosari)
Wonokusumo is een bestuurslaag in het regentschap Mojokerto van de provincie Oost-Java, Indonesië. Wonokusumo telt 1665 inwoners (volkstelling 2010).